# Półwysep Paracas
Półwysep Paracas − piaszczysty półwysep położony w Peru, znajdujący się w Narodowym Rezerwacie Paracas. Półwysep został wpisany na listę światowego dziedzictwa UNESCO. Półwysep znajduje się w dystrykcie Paracas, w prowincji Pisco, w regionie Ica, na południowym wybrzeżu Peru.

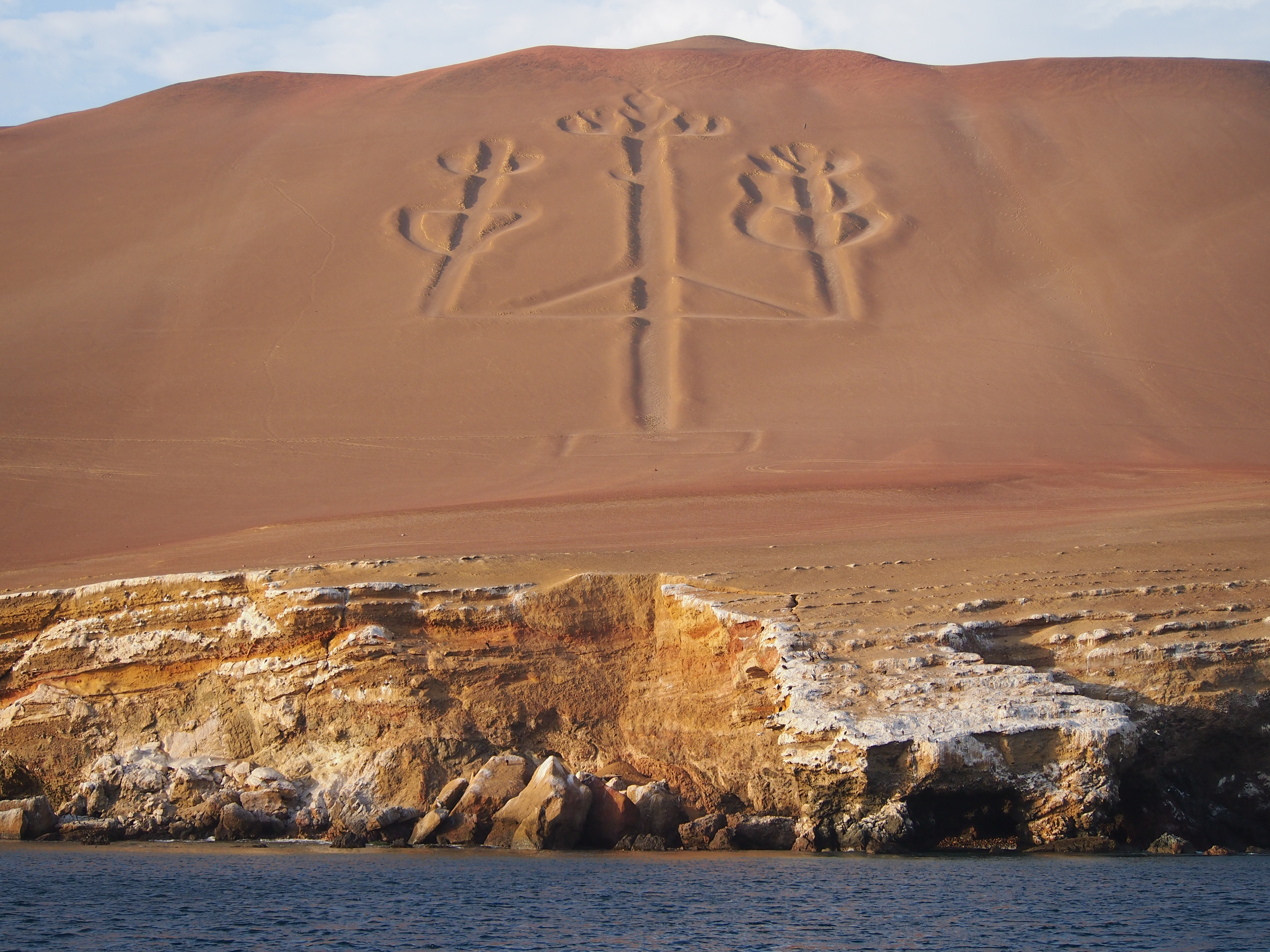
Kandelabr z Paracas

Półwysep w regionie Ira.

Znany jest najbardziej z Kandelabru z Paracas, prehistorycznego geoglifu kultury Paracas z ok. 200 roku p.n.e. Na półwyspie znajduje się również Muzeum Archeologiczne im. Julio Tello poświęcone kulturze Paracas.